# Netflix and chill

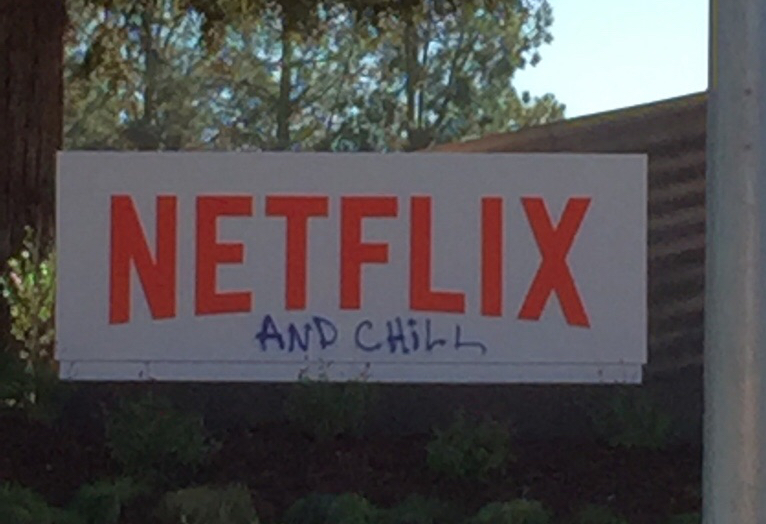
Le panneau graffité devant le siège de Netflix à Los Gatos, Californie

« Netflix and chill » (en anglais « [regarder] Netflix et se détendre ») est une expression argotique d'internet utilisée comme un euphémisme pour désigner une activité sexuelle, que ce soit dans le contexte par exemple d'une relation amoureuse, d'une aventure sans lendemain ou d'une invitation à un rencard. Depuis sa première utilisation sans connotation sexuelle enregistrée dans un tweet posté en 2009,, l'expression a gagné en popularité au sein de la communauté Twitter et d'autres sites de médias sociaux comme Facebook et Vine. 
En 2015, l'expression « Netflix and chill » était devenu un mème sur Internet et son utilisation sur les réseaux sociaux pour adolescents était couramment décrite comme « sexuelle » par la chaîne de télévision d'information américaine Fusion.

## Histoire

### Origines
La première utilisation enregistrée de l'expression « Netflix and chill » se trouve dans un message Twitter de « NoFaceNina » (La Shanda Rene Foster) le 21 janvier 2009. Elle disait : « Je suis sur le point de me connecter à Netflix et de me détendre pour le reste de la nuit. »
Les premières utilisations de l'expression étaient sans connotation sexuelle, faisant simplement référence à l'acte de regarder le service de streaming en ligne, généralement seul.
Depuis 2013, la popularité de Netflix aux États-Unis a considérablement augmenté, ayant accumulé des millions d'abonnés payants, augmentant l'utilisation verbale de la marque et de cette expression en tant que nom composé autonome.
La nature euphémique de l'expression aurait été établie à la mi-2014, et à la fin de l'année, elle s'était répandue dans la communauté Black Twitter, comme en témoigne le fait que beaucoup tapent désormais le mot « chill » entre des guillemets d’ironie.
En avril 2015, une définition de l'expression a été ajoutée à l'Urban Dictionary, indiquant qu'elle désignait un « code pour deux personnes allant chez l'autre et [ayant des rapports sexuels] ou faisant d'autres actes liés à la sexualité »,.
Très rapidement, l'expression se répand au-delà de la communauté Black Twitter, devenant un mème Internet et attirant l'attention de sites d'information tels que The Guardian et le Daily Mirror.

### Réutilisations et détournements
Au fur et à mesure que l'expression entrait dans le vocabulaire courant, des événements, des produits et des services associés à l'expression ont commencé à apparaître, notamment la reconnaissance par la société Netflix elle-même.
En septembre 2015, une application de blagues ressemblant à Tinder avait été créée pour que les utilisateurs organisent des sessions « Netflix and chill ». Dans deux universités distinctes, des étudiants ont planifié des festivals « Netflix and chill », dont l'un a été annulé par les autorités car elles estimaient que trop de personnes seraient présentes. Lors de la World Maker Faire de New York, Netflix dévoile le prototype d'un gros bouton appelé « The Switch » qui, lorsqu'il est pressé, tamise les lumières de la résidence de l'utilisateur, active la fonction « Ne pas déranger » de son téléphone portable et prépare Netflix pour le streaming, éliminant ainsi la plupart des distractions de ses activités. On l'appelle souvent le « bouton Netflix and chill ».
En octobre 2015, l'entrepreneur Kori Williams crée et vend une ligne de préservatifs nommée Netflix and Chill. Ces préservatifs sont approuvés par la Food and Drug Administration (FDA) pour une utilisation visant à prévenir la grossesse et les maladies sexuellement transmissibles,,.
En novembre 2015, le logo de Netflix devant le siège de l'entreprise à Los Gatos, en Californie, est peint à la bombe pour ajouter les mots « and chill ».
En décembre 2015, Ariana Grande sort l'EP de vacances Christmas & Chill, dont le titre est une variation saisonnière de « Netflix and chill ».
En janvier 2016, l'artiste Tom Galle et la société ART404 créent une « Netflix & Chill Room » dans la ville de New York, à louer sur Airbnb.
C'est début février 2016 que Netflix a publié les résultats d'une enquête sur la façon dont les utilisateurs en couple utilisent leur service, décrite comme une « étude Netflix and chill ». Les résultats sont accompagnés d'une série de messages sur les réseaux sociaux avec le mot-dièse « #DatingWithNetflix » promouvant l'idée d'un impact positif pour les couples utilisant le service.
En juin 2016, l'auteur-compositeur-interprète Danah publie une chanson intitulée « Netflix and Chill » sur SoundCloud. Le morceau est produit par Wippy Lion, un membre du groupe pop australien Justice Crew. La chanson est une représentation ironique de l'utilisation du terme dans la culture populaire.
En janvier 2020, Ben & Jerry's annonce un nouveau parfum de crème glacée appelé « Netflix & Chilll'd ».
« Netflix and chill » a inspiré le nom Stream and Chill pour le talk-show radio danois sur le streaming et les séries TV. Stream and Chill est un programme original de Radio4 avec l'animateur William Ejsing. Stream and Chill est à l'antenne depuis 2019.
« RBB and chill » est une parodie de « Netflix and chill », qui est utilisée comme slogan commercial par le radiodiffuseur de service public régional Rundfunk Berlin-Brandenburg dans le nord-est de l'Allemagne, principalement sur des panneaux d'affichage à travers la capitale allemande de Berlin.